# Pace di Värälä

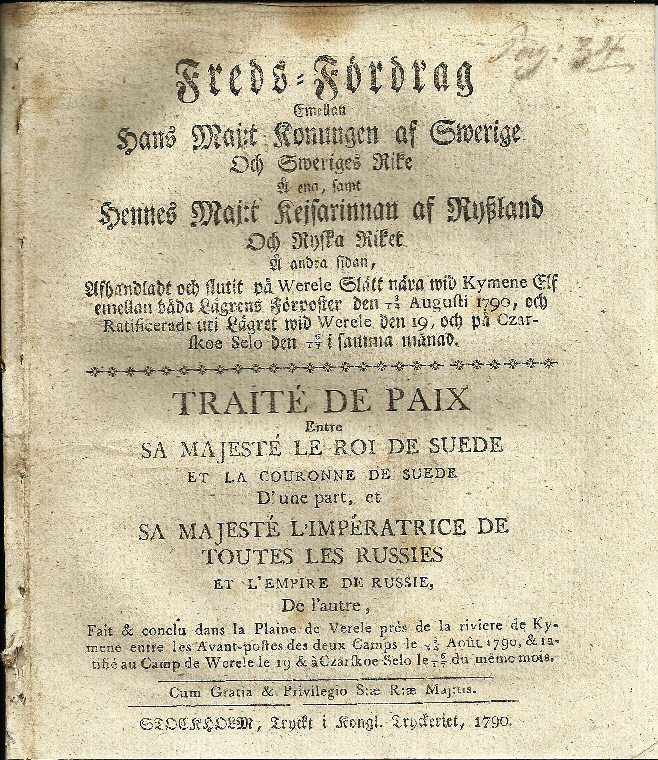
Il testo originale del trattato

La pace di Värälä è stato un trattato firmato il 14 agosto 1790 dalla Russia (rappresentata da Otto Heinrich Igelström) e dalla Svezia (rappresentata da Gustaf Mauritz Armfelt) per porre fine alla guerra russo-svedese del 1788-1790.
Il trattato confermò lo status quo ante bellum ma revocò il diritto della Russia di interferire negli affari interni svedesi precedentemente sancito dalla pace di Nystad.
Un anno dopo, nell'ottobre 1791, venne firmata a Stoccolma una convenzione con la quale I due Paesi si impegnavano a fornire reciproca assistenza in caso di attacco di una terza potenza, anticipando così la futura Prima coalizione contro la Francia della Rivoluzione. Inoltre Caterina II di Russia si impegnava a un pagamento annuo di 300.000 rubli a favore del monarca svedese, suo cugino.